# آبشار پروگرستون
آبشار پروگرستون (به انگلیسی: Progreston Falls) آبشاری است که در همیلتون (انتاریو)، کانادا واقع شده و ارتفاع کلی ریزشگاه آن ۶٫۷ متر (۲۲ فوت) است.